# Sport Utility Vehicle
Sport Utility Vehicles, abgekürzt SUV, auch als Geländelimousinen oder Stadtgeländewagen bezeichnet, sind Personenkraftwagen mit erhöhter Bodenfreiheit und einer selbsttragenden Karosserie, die an das Erscheinungsbild von Geländewagen angelehnt sind. Der Fahrkomfort ähnelt dem einer Limousine. Die Geländegängigkeit ist je nach Modell unterschiedlich ausgeprägt. Zum Beispiel wird Allradantrieb nicht pauschal verbaut, oder sogar herstellerbedingt gar nicht erst angeboten. Letzteres hängt damit zusammen, dass viele Fahrzeughalter ihre SUV überwiegend oder ausschließlich im Straßenverkehr nutzen.
Die Verwendung der Bezeichnung SUV und der wachsende kommerzielle Erfolg dieser Fahrzeuggattung begannen in den 1990er Jahren mit dem Toyota RAV4, dem Land Rover Freelander und dem Subaru Forester. Die Verkäufe nahmen stetig zu.
In Deutschland wurden 2016 3.351.607 Pkw erstmals zugelassen; 715.268 davon (21,3 %) waren Geländewagen und SUV. In der Schweiz war zu Beginn 2024 fast jeder, 2025 mehr als jeder zweite verkaufte Neuwagen ein SUV. Wegen Größe, Gewicht, Ressourcenverbrauch und Verursachung von vermehrtem Mikroplastik sowie erhöhter Gefahren für andere Verkehrsteilnehmer stehen sie in der Kritik.

## Geschichte
Ein frühes als „Sport Utility“ vermarktetes Fahrzeug war 1947 die offene Kombiversion des Crosley CC. 1946 erschien der Willys Jeep Station Wagon. Ab 1949 gab es ihn auch mit Allradantrieb, womit er (bis auf die nicht selbsttragende Karosserie auf tragendem Rahmen, wie es damals auch bei Pkw noch üblich war) der Definition eines SUV genügt. Vielfach wird der ab 1985 in Italien von Rayton Fissore gebaute Magnum 4x4 als erster moderner Luxus-SUV angesehen.

## Gesellschaftliche Relevanz
Laut Verkehrspsychologe Wolfgang Fastenmeier waren SUVs nie ein grundlegendes Bedürfnis der Autofahrer, sondern die Hersteller weckten dieses Bedürfnis durch geschicktes Marketing. Es handle sich vor allem um ein Geschäftsmodell, da die Rendite größer ist als bei Kleinwagen. Die verkauften Autos im Jahr 2022 waren durchschnittlich sieben Zentimeter höher, zehn Zentimeter breiter und 20 Zentimeter länger als jene im Jahr 2000, zudem waren sie 20 Prozent schwerer. In Europa stieg in diesem Zeitraum der Anteil der SUV an den Zulassungen von drei Prozent auf 46 Prozent.

## Begriffe und Bezeichnungen
Im US-amerikanischen Sprachgebrauch bezeichnet Sport Utility Vehicle (Sportnutzfahrzeug) Geländewagen aller Art. Die Unterklasse der Komfort-Geländewagen, wie sie im Sinne der deutschsprachigen Bedeutung von Sport Utility Vehicles gemeint sind, heißt im englischen Sprachraum crossover SUV (im Sinne von gekreuzt mit einem PKW) und salopp Softroader (etwa Weichgängige). Das englische Wort „sport(s)“ umfasst, anders als im Deutschen, auch Jagen und Angeln. Ein Sports Utility Vehicle ist demnach auch ein Wagen, mit dem ein Jäger oder Angler durch unwegsames Gelände zu seinem Revier gelangen kann.
Ist in Nordamerika von einem Full-Size-SUV die Rede, so bezeichnet dies nach deutschem Verständnis Geländewagen (wie etwa den Cadillac Escalade). Von manchen dieser in ihrer Grundform über 5 Meter langen Fahrzeuge gibt es Langversionen (siehe auch Full-Size Car).
Modelle der Größe etwa eines BMW X5 oder eines Lexus RX heißen dort Mid-Size Crossover SUV.
Einige Automobilhersteller bezeichnen Komfort-Geländewagen auch als Sport Activity Vehicles (SAV, Sportaktivitätsfahrzeug), um sie von den klassischen Geländewagen zu unterscheiden und um der Assoziation mit einem betrieblichen Nutzfahrzeug vorzubeugen (in Australien versteht man unter Utility Vehicle („Ute“) einen Pritschenwagen).

### SUV-Coupé

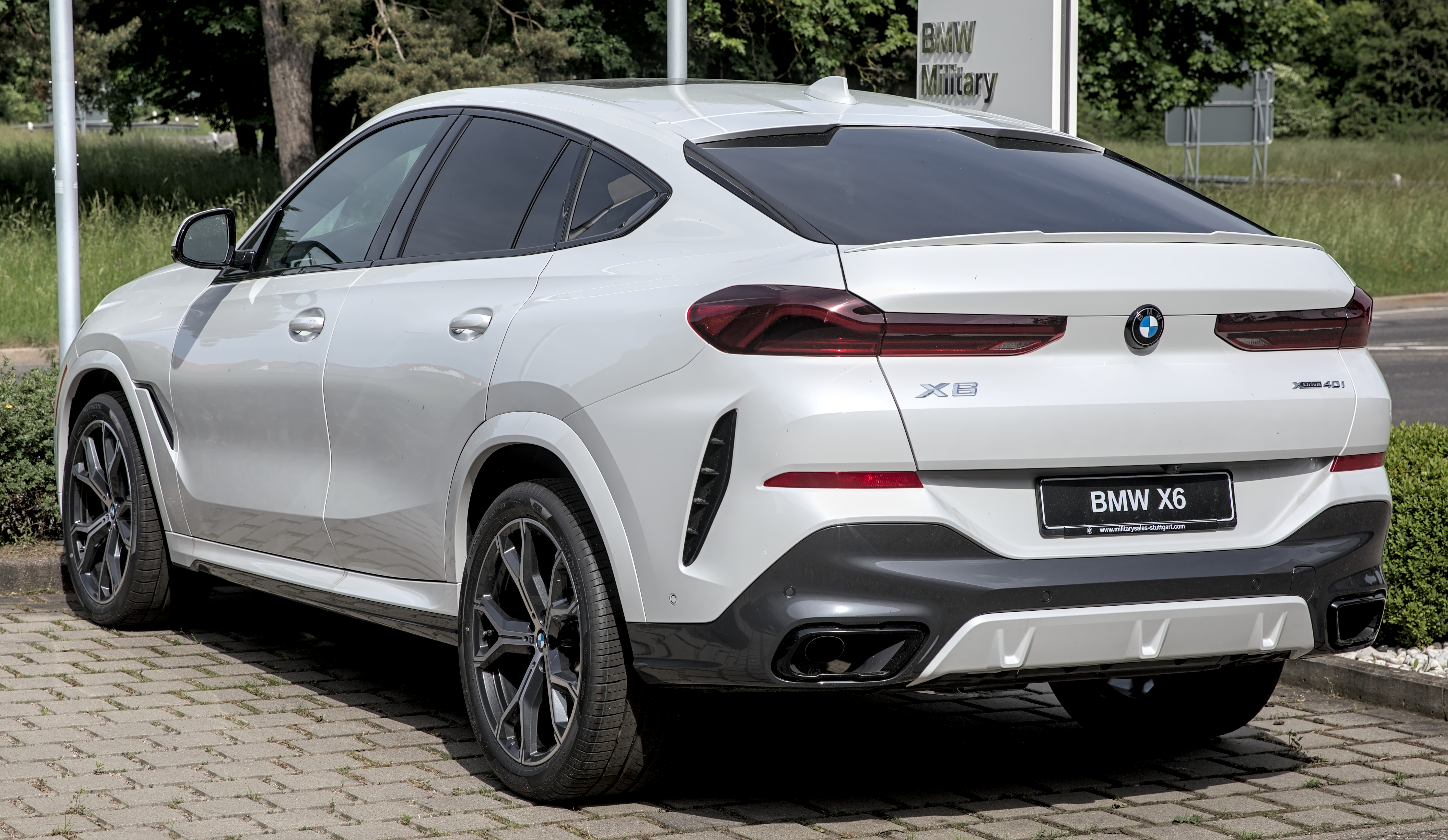
SUV-Coupé BMW X6

Eine weitere Unterkategorie des SUV bildet das sogenannte SUV-Coupé. Dabei handelt es sich um SUV mit einer coupéartigen Linienführung, die die meist sehr massigen Fahrzeuge „sportlicher“ wirken lassen soll. Da der emotionale Nutzen für den Kunden im Vordergrund steht, können diese Fahrzeuge außerdem zu einem höheren Preis verkauft werden. Ein großer Beitrag zur Entwicklung dieser Fahrzeugklasse liegt in China, wo die Kunden einen ausdrucksstarken und dominanten Designstil bevorzugen, um ihren individuellen sozialen Aufstieg zu demonstrieren. So verkaufen beispielsweise Mazda zwischen 2016 und 2023 den CX-4 auf Basis des CX-5, Škoda seit 2018 den Kodiaq GT auf Basis des Kodiaq I oder Volkswagen seit 2019 den Teramont X auf Basis des Teramont nur in China. Als Vorreiter-Modell gilt in diesem Zusammenhang die erste Generation des BMW X6 von 2008. Schon vor der Vorstellung des X6 wurde jedoch der SsangYong Actyon im Jahr 2006 als Sport-Utility-Coupé (SUC) bezeichnet. Erst 2011 kam mit dem Range Rover Evoque ein weiteres Fahrzeug in den Handel, das es in einer Coupé-Variante gab. Im Gegensatz zu den meisten anderen Modellen hat dieses Coupé aber tatsächlich nur zwei Türen. Mittlerweile haben auch andere Automobilhersteller SUV-Coupés in Mitteleuropa in ihre Modellpalette aufgenommen (beispielsweise Audi Q3 Sportback, e-tron Sportback und Q8; Lamborghini Urus; Mercedes-Benz GLC und GLE Coupé; BMW X2 und X4; Porsche Cayenne Coupé). Bei den SUV-Coupés ist die Abgrenzung zu den herkömmlichen SUV unscharf. Teilweise werden auch Modelle wie der Toyota C-HR, der Mitsubishi Eclipse Cross oder der Tesla Model X als SUV-Coupé bezeichnet.

### Crossover-SUV

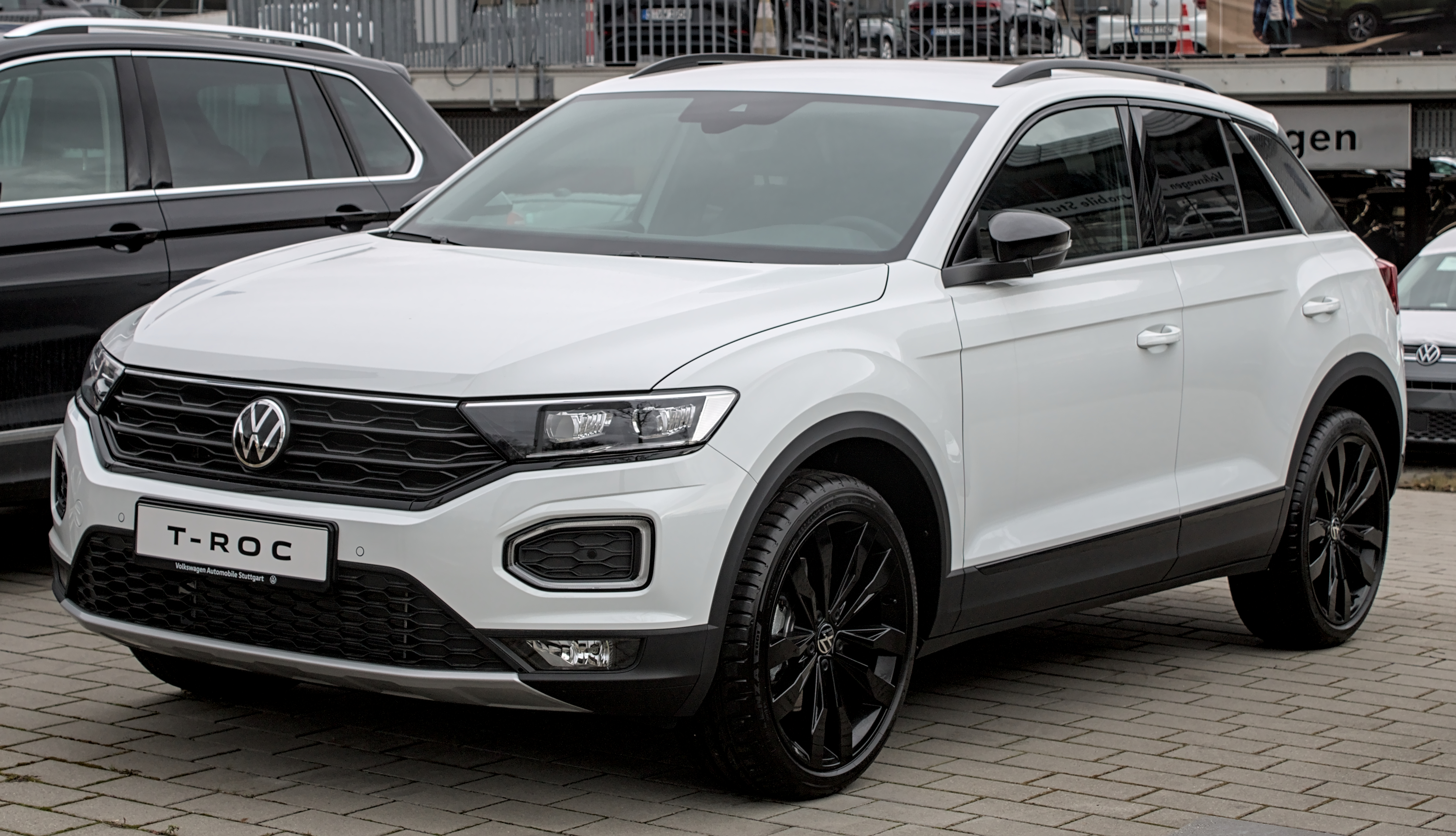
Typischer Vertreter eines kleinen SUVs: VW T-Roc

Als Crossover-SUV werden umgangssprachlich kleine „Sports Utility Vehicles“ mit Außenmaßen wie bei Pkw der unteren Mittelklasse bezeichnet. Diese weisen zwar optische Stilelemente von Geländewagen auf, sind aber nur sehr eingeschränkt geländetauglich. Technisch sind diese Fahrzeuge meist keine eigenständigen Entwicklungen, sondern basieren auf Pkw-Plattformen, die lediglich mit höher liegenden Karosserien und Allradantrieb versehen wurden. Die für einen schweren Geländeeinsatz notwendigen technischen Hilfsmittel wie mechanische Differentialsperren und Reduktionsgetriebe werden für diese Fahrzeuge meistens nicht angeboten. Im Vordergrund stehen bei diesen Fahrzeugen das Image und die optische Erscheinung. Als Kaufargumente werden von den Käufern eine gegenüber Pkw höhere Sitzposition, die sich daraus ergebende bessere Übersicht über den Verkehr sowie bessere Zugänglichkeit angeführt. Die bei Geländewagen gegenüber Pkw ausgeprägten Nachteile wie höherer Kraftstoffverbrauch, schlechtere Fahrleistungen oder ein schwerfälligeres Fahrverhalten fallen in dieser Fahrzeugklasse vergleichbar wenig ins Gewicht.
Der AMC Eagle gilt als Begründer dieser Fahrzeuggattung. Bis in die späten 1990er Jahre boten vor allem japanische, koreanische und US-amerikanische Automobilhersteller Fahrzeuge dieser Kategorie in Europa an. Inzwischen haben fast alle Hersteller Crossover-SUV im Sortiment. Aktuell verfügbare Modelle sind beispielsweise der Audi Q2, Ford Puma, Honda HR-V, Mazda CX-3, Mitsubishi ASX, Opel Crossland X, Peugeot 2008 und VW T-Roc.

### Spitz- und Spottnamen
Im Zusammenhang mit der Kritik an den SUV (siehe Abschnitt Kritik) sind in einigen Ländern Spottnamen entstanden:
- Panzerähnliche Autos[23]
- Stadtpanzer[24]
- Mutti-[25] oder Hausfrauenpanzer
- Aussprache wie Suff in ironischer Anspielung auf den hohen Kraftstoffverbrauch
- Super Unnecessary Vehicle (etwa „absolut unnötiges Fahrzeug“)
- Suburban Assault Vehicle (USA, etwa vorstädtisches Angriffsfahrzeug)
- Chelsea Tractor (Großbritannien, Chelsea ist ein nobler Stadtteil von London)
- Toorak Tractor (Australien; Toorak ist ein nobler Vorort von Melbourne)
- Børstraktor (Norwegen, „Börsentraktor“)
- P.C. Hooft-tractor (NL, P.C. Hooftstraat ist eine der teuersten Einkaufsstraßen in Amsterdam)[26][27]

### Abgrenzung zum Geländewagen

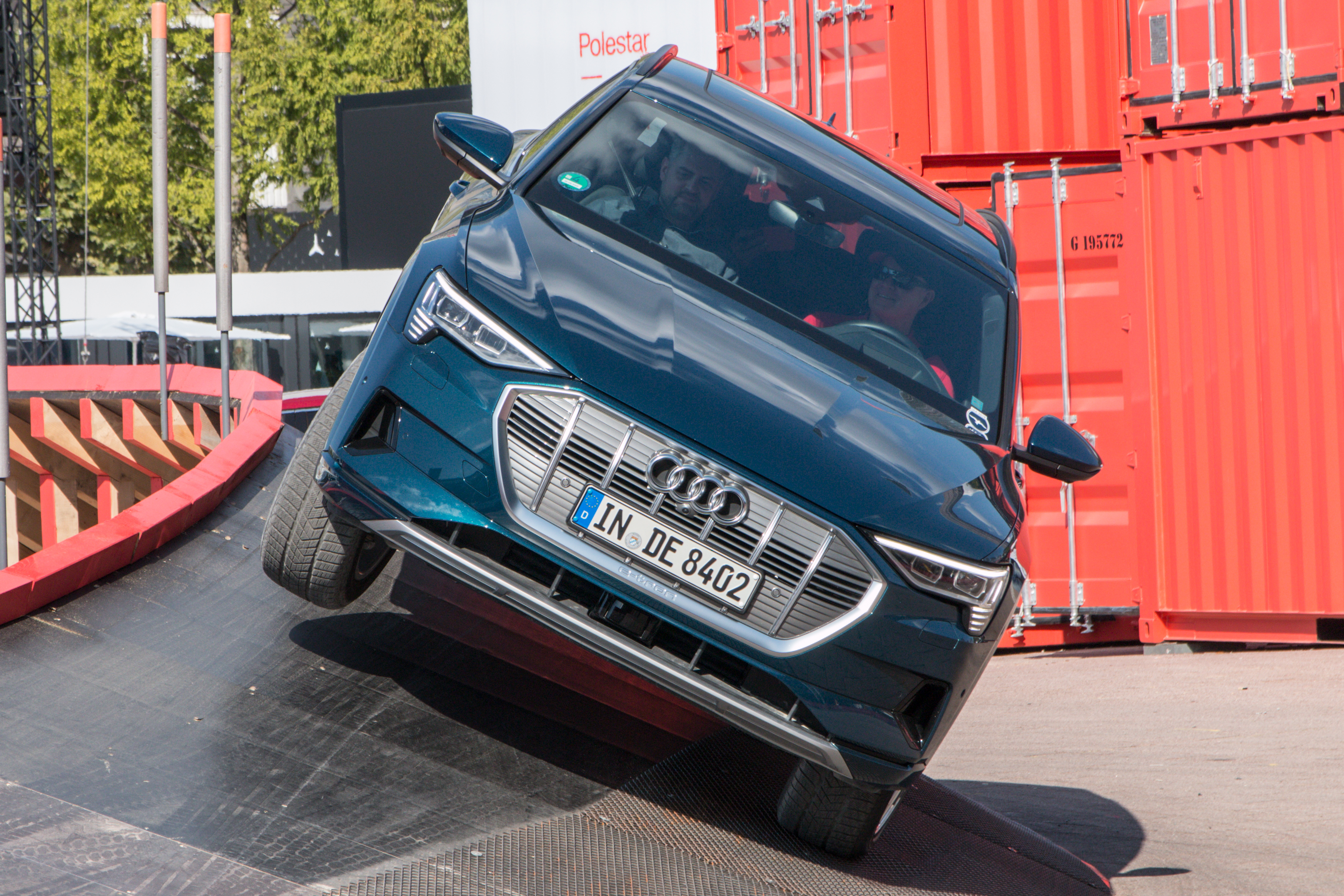
Aufgrund der geringen Achsverschränkung verliert das rechte Vorderrad des SUVs den Kontakt zum Boden…

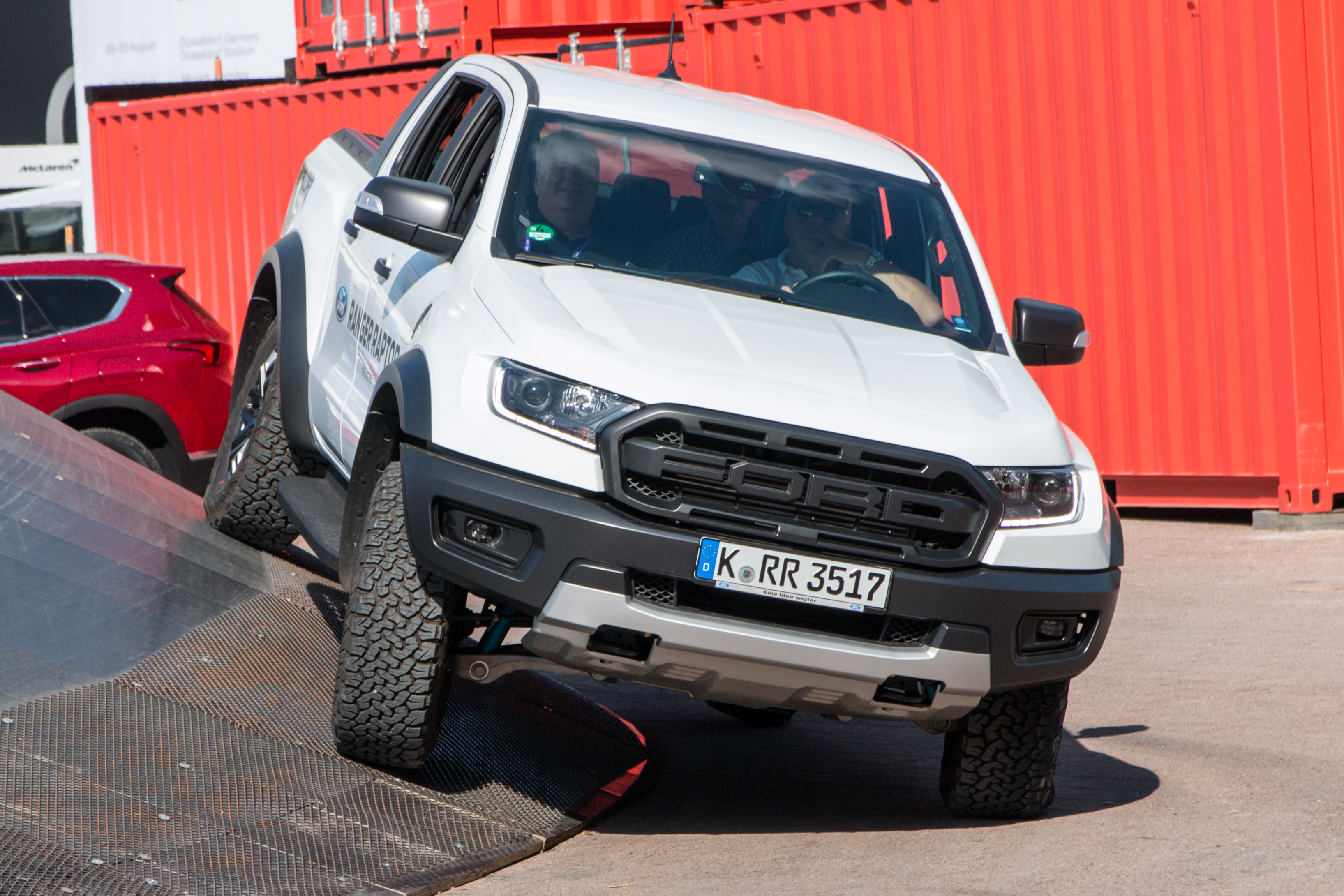
…bei einem geländegängigen Fahrzeug ist die Achsverschränkung groß genug, sodass die Räder den Bodenkontakt behalten.

SUV ähneln technisch üblicherweise normalen Pkw, haben jedoch meist Allradantrieb, der auch bei kleinen SUV wahlweise erhältlich ist. Die Karosserie (der Aufbau) des Fahrzeuges ist wie die eines Geländewagens proportioniert. Typische technische Unterschiede sind:
- Das Getriebe eines Geländewagens hat gesonderte, besonders kurz übersetzte Geländegänge oder (häufiger) eine allen Schaltstufen nachgeschaltete Getriebereduktion, das eines SUVs eher selten. Bei einer Getriebereduktion (auch Geländegang, Low Range, umgangssprachlich Langsamganggruppe, Untersetzung) handelt es sich um ein zweites Schaltgetriebe, ein sogenanntes Gruppengetriebe, durch das sich bei zwei Gängen („Straße“ und „Gelände“) die Anzahl der verfügbaren Gänge verdoppelt. Eine hohe Gesamtuntersetzung ist in schwerem Gelände oder zum Ziehen schwerer Anhänger vorteilhaft, denn sie erleichtert das Anfahren unter hoher Last (Steigungen, weicher Untergrund) und ermöglicht das Fahren mit sehr niedrigen Geschwindigkeiten.
- Die maximale Wattiefe eines SUV liegt in der Regel mit 200 mm bis 300 mm unter der eines Geländewagens (oft mehr als 700 mm).
- Traditionelle Geländewagen haben Starrachsen und einen Leiter- oder Kastenrahmen, SUV meist eine selbsttragende Karosserie und einzeln aufgehängte Räder.
- Geländewagen haben – zumindest als Option – Differentialsperren, die die Geländetauglichkeit verbessern und aus dem Grund auch bei manchen SUV verwendet werden. SUV haben meist elektronische Fahrhilfen, die wie ABS, ESP und Berganfahrhilfe über Bremseingriff wirken
- Rampen- und Böschungswinkel, Steigfähigkeit, Bauch- und Bodenfreiheit sowie Achsverschränkung sind bei Geländewagen meist größer als bei SUV.

Vom Konzept her werden auf Geländewagen basierende Fahrzeuge inzwischen der Kategorie SUV zugeordnet (siehe Liste unten). Bislang fehlt aber eine allgemeingültige, klare Abgrenzung innerhalb dieser Einordnung in geländegängige und nur geländegängig aussehende SUV. Für den Laien ist daher oft nicht erkennbar, dass beispielsweise ein BMW X5 – im Gegensatz zu einem Mitsubishi Pajero – wegen der nicht vorhandenen Geländeuntersetzung, der eher für die normale Straße ausgelegten Motoren und Getriebe und des eher auf bestmögliche Straßenfahreigenschaften abgestimmten Fahrwerks für Geländefahrten nur bedingt taugt, obwohl beide Fahrzeuge eine selbsttragende Karosserie und Einzelradaufhängung haben.

## Kritik
Das SUV steht den Bemühungen in der Geschichte des Automobils, möglichst immer effizientere, für den Verkehr sicherere und nachhaltigere Autos zu bauen, diametral entgegen:

### Kraftstoffverbrauch und CO2-Ausstoß

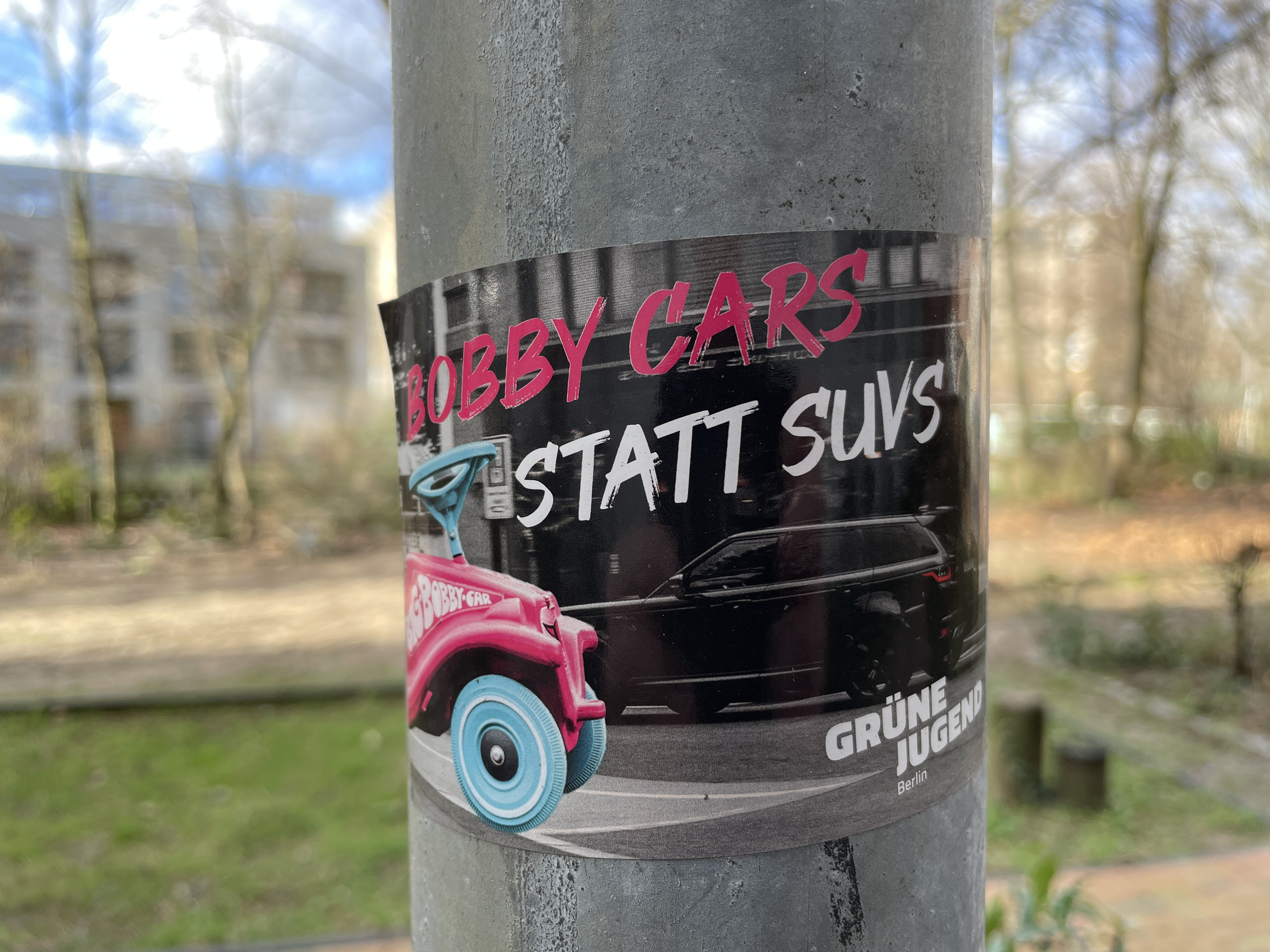
Aufkleber: „Bobby Cars statt SUVs“ (2022)

Im Durchschnitt verbrauchen Geländelimousinen rund ein Viertel mehr Energie als mittelgroße Fahrzeuge. Hauptgründe dafür sind ein größerer CW-Wert durch die im Schnitt größeren Stirnflächen sowie ihre konzeptbedingte höhere Masse und der in einigen Geländelimousinen eingebaute Allradantrieb; dieser erhöht die Masse zusätzlich und erzeugt erhöhte Reibungsverluste durch den aufwendigeren Antriebsstrang.
Geländelimousinen trugen von 2010 bis 2018 mehr zum Anstieg des weltweiten CO2-Ausstoßes bei als die Schwerindustrie (einschließlich Eisen und Stahl, Zement, Aluminium) oder Lastkraftwagen oder die Luftfahrt. Nur der Energiesektor trug nach der Studie der Internationalen Energieagentur mehr für die Erhöhung des CO2-Ausstoßes bei als die weltweite Flotte von Geländelimousinen mit ihren um knapp 0,55 Gt CO2 auf rund 0,7 Gt CO2 erhöhten Emissionen. Geländelimousinen waren hierbei für den gesamten Anstieg der Ölnachfrage durch Personenkraftwagen zwischen 2010 und 2018 in Höhe von 3,3 Millionen Barrel täglich verantwortlich, während der Ölverbrauch bei anderen Fahrzeugtypen (ohne Geländelimousinen) leicht zurückging. Falls der Trend zum SUV so weiter ginge, würde er laut IEA den globalen Ölbedarf bis 2040 um rund zwei Millionen Barrel am Tag (= 358 Millionen Liter pro Tag) steigern – und er würde die CO2-Einsparungen durch rund 150 Millionen Elektroautos wirkungslos machen.
Im Jahr 2021 befürworteten 65 Prozent aller Befragten in einer repräsentativen Befragung im Zusammenhang mit der Studie Klimaschutz und gesellschaftlicher Zusammenhalt in Deutschland, den Kauf von SUV-Geländewagen zusätzlich zu besteuern. In Paris wurden höhere Parkgebühren für SUV eingeführt, die Gebühr im 2025 für sechs Stunden in der Innenstadt betrug für besuchende SUV 225 Euro aufgrund eines zusätzlich steigenden Tarifs ab der vierten Stunde. In Koblenz wurde 2024 auch das Anwohnerparken für SUV verteuert je nach gebrauchter Fläche, ähnlich ging die Stadt Basel mit der ersten gestaffelten Parkgebühr vor, welche über die Fahrzeuglänge bestimmt wird.
Die Studie „Autos und Stadtraum“ der TU Berlin vom November 2021 beschreibt Fehlentwicklungen in der Autoindustrie und deren umweltfeindliche und sozial ungerechte Auswirkungen auf die Nutzung des öffentlichen städtischen Raums. Demnach seien 43 Prozent der im Jahr 2019 neu zu gelassenen Pkw großvolumig gewesen. Jeder fünfte davon sei ein SUV und jeder zehnte ein Geländewagen. Ein Fünftel wären Kleinwagen/Minis gewesen oder zählten zur Kompaktklasse. Zudem seien die Pkw seit 1950 immer länger geworden. Die maximale Länge betrage gegenwärtig 6,80 Meter. Das seien circa 60 Prozent mehr. Auch seien die Pkw in den vergangenen 70 Jahren in die Breite gegangen, auf über 2,10 Meter mit Spiegel, eine Steigerung um fast 35 Prozent.

### Fahrzeuggröße
Im Verhältnis zu aktuellen Automodellen anderer Fahrzeugklassen verfügen SUV oft über größere äußere Abmessungen sowie aufgrund eines häufig längeren Radstandes auch über einen erhöhten Wendekreis. Diese Umstände führen vor allem in Altstädten zu Problemen. Aber auch auf Straßen, Parkplätzen und in Wohngebieten (die teilweise lediglich minimal erforderliche Größe aufweisen), können die oft in der Abmessung größeren und weniger wendigen SUV zu Konflikten führen. Im Jahr 2018 wurde daher zeitweise auch eine Erhöhung der Parkgebühren in Parkhäusern diskutiert, weil SUV häufig mehr Platz einnehmen als andere PKW. Zudem sinkt durch die Größe der Fahrzeuge die Effizienz des Straßenverkehrs.

### Fahrzeuggewicht
Das große Fahrzeuggewicht führt zu erhöhter Freisetzung von Feinstaub, Mikroplastik und anderen schädlichen Komponenten durch vermehrten Abrieb von Bremsbelägen und Reifenmaterial, zudem trägt es durch die hohe Belastung der Straßendecke zur vorzeitigen Alterung von Fahrbahnen bei. SUV verfügen oft über verhältnismäßig breite Reifen. Dadurch erhöhen sich nochmals der Reifenabrieb und der Rollwiderstand sowie die erzeugten Geräuschemissionen. Das Gewicht bestimmt auch den Treibstoffverbrauch, welcher zum Beispiel in der Schweiz 2019 selbst unter den Neuwagen abermals anstieg.
Die größten Emissionen von Mikroplastik verursacht der Reifenabrieb aus dem Straßenverkehr. Weil das Problem durch schwere Autos verschärft wird, schlug das Schweizer Bundesamt für Strassen unter anderem Anreizsysteme zum Erwerb leichterer und leistungsschwächerer Fahrzeuge vor.

### Unfallrisiko
Eine alte Analyse von 955 Anprallereignissen an Fahrzeugrückhaltesystemen aus Stahl und Beton hätte gezeigt, dass SUV im Vergleich zu herkömmlichen PKW ein achtfaches Risiko für einen Fahrzeugüberschlag haben, jedoch bei einer Kollision mit anderen Fahrzeugen einen stark erhöhten Schutz für die eigenen Insassen böten. Der ADAC kam 2019 zum Schluss, SUV seien nicht sicherer als Standardmodelle.
Außerdem können SUV ein erhöhtes Unfallrisiko für andere Verkehrsteilnehmer darstellen: für Fußgänger, insbesondere Kinder, kann das Verletzungsrisiko durch die hohe Fahrzeugfront gesteigert werden, besonders durch Fahrzeuge mit vor dem Jahr 2006 erlaubten Frontschutzbügeln. Eine Analyse von Unfalldaten des US-Bundesstaates Illinois für die Jahre 2016 bis 2018 hat ermittelt, dass bei Kollisionen mit SUVs die Todeswahrscheinlichkeit von Kindern um den Faktor acht ansteigt. So waren SUVs an etwa 15 % der Unfälle mit Fußgängern und Fahrradfahrern beteiligt, jedoch an mehr als 25 % der Todesfälle aus solchen Kollisionen. Bei Kollisionen mit anderen Pkw wird das leichtere Fahrzeug stärker beschädigt. Crashtests haben ergeben, dass die Knautschzonen im Jahr 2004 nur bedingt kompatibel waren. Eine US-Studie machte das Umsteigen der US-Bürger von kleineren Wagen auf SUV innerhalb von 20 Jahren für 1.000 tödliche Fußgängerunfälle verantwortlich.
Auch für Motorradfahrer sind prinzipiell höhere Fahrzeuge (Beispielsweise SUV, Geländewagen, Transporter und LKW) gefährlicher, da sie insbesondere beim Seitenaufprall nicht über das Fahrzeugdach hinweg gleiten, sondern auf das Fahrzeug prallen oder in das Fahrzeuginnere eindringen.
In der Schweiz gab es unter anderem aus diesen Gründen seit Februar 2007 eine Initiative der dortigen Jungen Grünen, SUV die Neuzulassung zu verwehren und die Fahrgeschwindigkeit bereits zugelassener SUV auf 100 km/h zu beschränken (Tempolimit). Im Sommer 2011 haben die Jungen Grünen ihre Initiative zurückgezogen und das ursprünglich geforderte Verbot der Neuzulassung von Geländewagen sowie die Forderung einer Geschwindigkeitsbeschränkung für diese Fahrzeuge aufgegeben – durch die in der Schweiz geplante Einführung einer Abgabe für Neufahrzeuge mit einem CO2-Ausstoß von über 130 g/km seit dem Jahr 2015 sahen sie ihr Ziel erreicht.

### Ressourcenverbrauch
Neben dem erhöhten Verbrauch fossilen Kraftstoffes oder elektrischer Energie während des Betriebes, verursacht die Produktion der oft überdurchschnittlich großen und schweren SUV auch einen erhöhten Bedarf an natürlichen Ressourcen.

### Fahrer-Merkmale
Der Wirtschafts- und Personalpsychologe Rüdiger Hossiep erkennt ein „gewisses Überlegenheitsgefühl“ sowie „Schutzbedürftigkeit“ als Motive beim SUV-Kauf. Andere Kaufmotive sind rein praktischer Natur wie z. B. das Bedürfnis mit seinem Automobil bis zu 3,5 Tonnen zu ziehen, was bei Baustellenfahrzeugen oder bei in Gewerbebetrieben eingesetzten Fahrzeugen der Fall sein kann. Im Vergleich zu einem Kleintransporter als Zugfahrzeug haben SUVs allerdings meist ein wesentlich schlechteres Nutzlast-Leermasse-Verhältnis und schlechtere Belademöglichkeiten. Je nach Berufsgruppe wird ein Fahrzeug benötigt, das eine erhöhte Geländegängigkeit hat, und gleichzeitig auf der Straße Komfort und Leistung für schnelle und bequeme Fernfahrten bieten soll. Häufig wird der bequeme Einstieg in den höherliegenden SUV als Kaufargument genannt. Manche SUV-Fahrer versuchen, sich mit den überdurchschnittlich großen und häufig auch aggressiv designten Fahrzeugen Respekt zu verschaffen. In anderen Fällen soll ein hochpreisiges SUV lediglich sozialen Wohlstand suggerieren. Mitunter werden auch paradoxe Kaufargumente angeführt, etwa der bessere Überblick über das Verkehrsgeschehen, der jedoch in dem Moment nicht mehr real ist, wo auch andere Leute zunehmend auf SUVs umsteigen. Für Radfahrer und Fußgänger, insbesondere Kinder, verschlechtert sich die Übersichtlichkeit des Verkehrs durch SUVs nachhaltig.

„Früher waren diese Fahrzeuge etwas für Aristokraten mit Haus in London und Hof im Engadin. In der Boomphase der neunziger Jahre entdeckte das aufsteigende urbane Bürgertum plötzlich das SUV. Inzwischen ist die breite Masse fasziniert von dem Konzept, weil es ihr ermöglicht, zumindest in Gedanken dem Alltag zu entfliehen. Das SUV ist das Fahrzeug des Eskapismus. Und es strahlt jene Potenz aus, mit der sich Fahrer für jede Lage gut gerüstet fühlen. […] Ob die erhöhte Sitzposition sicherheitstechnisch wirklich etwas bringt, ist umstritten. Autos mit hohem Schwerpunkt sind schwerer zu beherrschen. […] SUV-Fahrer neigen dazu, riskanter zu fahren, weil sie das Gefühl haben, in einer Burg zu sitzen.“

## Unfallgeschehen
Die Unfallforschung der Versicherer (UDV) untersuchte 2011 die Rolle von SUV im Unfallgeschehen in Deutschland mit Hilfe einer Sonderauswertung der amtlichen Verkehrsunfallstatistik und der eigenen Unfalldatenbank. SUV waren danach zwar nicht öfter als herkömmliche Personenwagen in Unfälle mit Personenschaden verwickelt. Die Kollisionen, insbesondere gegen Pkw, hatten für Unfallgegner aber häufiger schwere Verletzungen zur Folge. Neben der größeren Masse stehen bei vielen SUV-Modellen auch die höher angeordneten Frontstrukturelemente, wie Längsträger, einer Kompatibilität im Crashfall entgegen. Eine Untersuchung des Forschungsinstituts der US-Autoversicherer (IIHS) über den Zeitraum von 2012 bis 2015 ergab, dass das Risiko, bei einem Unfall tödlich zu verunglücken, in einem großen, allradgetriebenen Fahrzeug erheblich geringer ist als in einem Kleinwagen.

## Steuerliche Besonderheiten in Deutschland
Kraftfahrzeuge mit einem zulässigen Gesamtgewicht über 2,8 Tonnen konnten in Deutschland früher wie Lkw oder andere Nicht-Pkw (wie Wohnmobile, Bürofahrzeuge oder sonstige Kfz) nach Gewicht besteuert werden. Darunter fielen auch viele SUV, die wie Pkw genutzt wurden. Die Kraftfahrzeugsteuer betrug dann vielfach nur die Hälfte dessen, was für die Fahrzeuge im Fall einer Hubraumbesteuerung zu entrichten gewesen wäre. Diese Regelung wurde zum 1. Mai 2005 durch eine Änderung der Straßenverkehrs-Zulassungs-Ordnung abgeschafft. Seither werden alle Fahrzeuge ungeachtet des zulässigen Gesamtgewichts gemäß der vorrangig vorgesehenen Verwendung nach Hubraum oder Gewicht besteuert. Die vorrangig vorgesehene Verwendung unterscheidet zwischen Personen- und Güterbeförderung, anhand der für den jeweiligen Verwendungszweck zur Verfügung stehenden Nutzflächen des Fahrzeuges sowie weiterer baulicher Merkmale (Abtrennung, Scheiben, Befestigungsmöglichkeiten für Sitze und Gurte usw.). Die endgültige Entscheidung fällt das zuständige Hauptzollamt jedoch unabhängig von der Typzuordnung gemäß den technischen Papieren des Fahrzeuges (Eintrag Pkw oder Lkw in der Zulassungsbescheinigung).

## Modelle
- Siehe Kategorie:Sport Utility Vehicle

## Neuzulassungen in Deutschland
Seit 2013 führt das Kraftfahrt-Bundesamt das Segment SUV. Modellreihen mit „Offroad-Charakter“ ohne die Typgenehmigung M1G gemäß Richtlinie 2007/46/EG sind in das Segment SUV eingeordnet. Die betreffenden Modellreihen waren zuvor in das Segment Geländewagen eingeordnet. Für Zahlen zu den jährlichen Neuzulassungen von Personenkraftwagen des Segments SUV in Deutschland nach Statistik des Kraftfahrt-Bundesamtes, siehe SUV im Listenartikel zu PKW Neuzulassungen in Deutschland.
2024 wurden 588.000 SUVs erstmals zugelassen, fast ein Drittel der PKW-Neuzulassungen. Ende 2024 waren in Deutschland 6,6 Millionen SUVs (davon 9,5 % Elektroautos), 3,3 Millionen Geländewagen (plus 112.000).

## SUV und Politik
Eine repräsentative Civey-Umfrage für den SPIEGEL aus dem Jahr 2021 zeigte, dass sich 24 Prozent der Anhänger der Grünen grundsätzlich vorstellen könnten, ein SUV zu kaufen – der zweitniedrigste Wert nach den Anhängern der Linken. Dagegen könnten sich 48 Prozent der Wähler von CDU/CSU einen SUV-Kauf grundsätzlich vorstellen. Bei der FDP liege dieser Wert bei 52 Prozent, bei der AfD seien es sogar 54 Prozent.

## Sonstiges
Auf Seiten der Kritiker betreiben Klimaaktivisten, die sich Tyre Extinguishers nennen, durch systematisches Luftherunterlassen Sabotage an SUV.